# 할라 토마스도티르

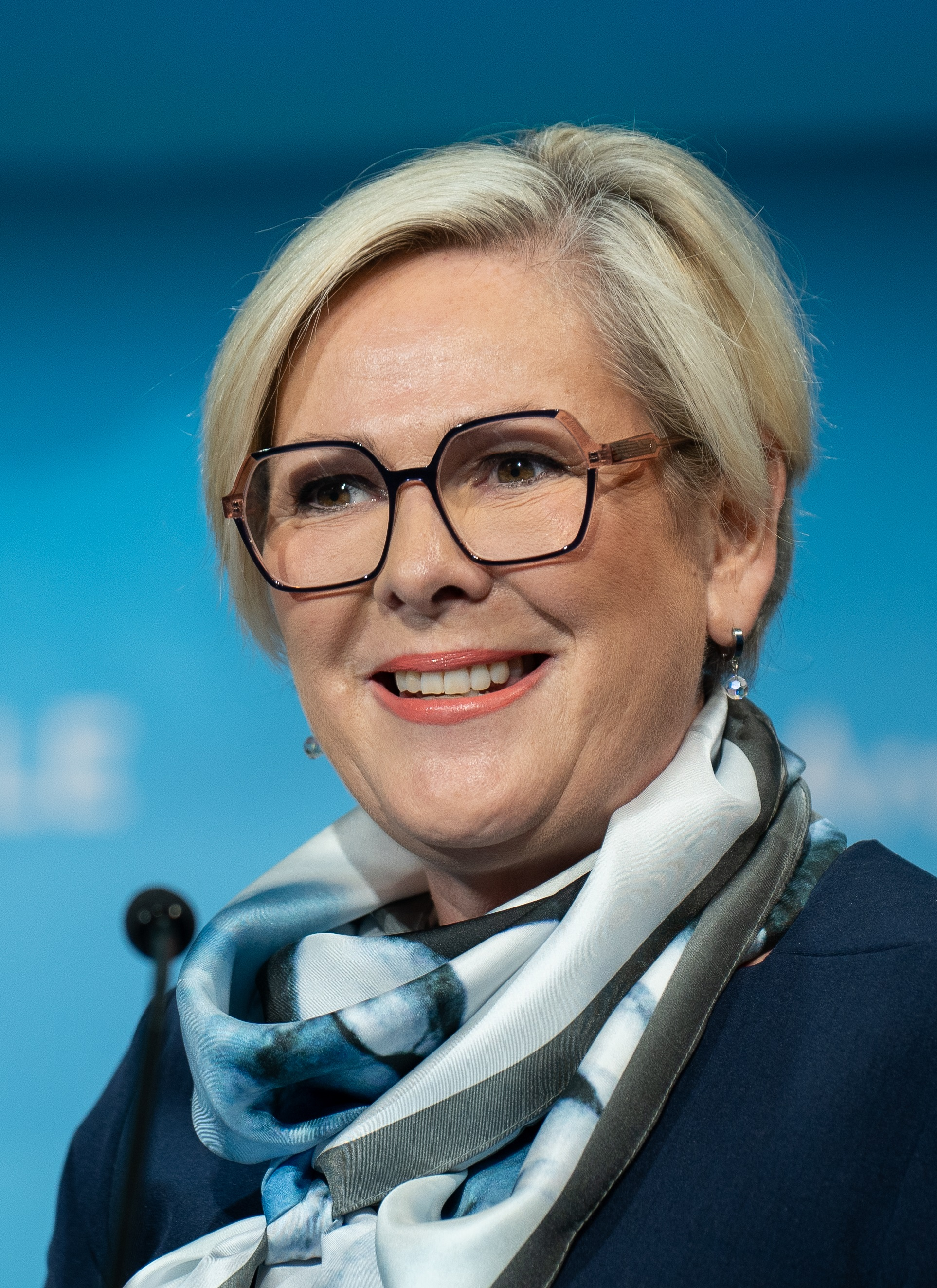
할라 토마스도티르(2024년)

하들라 토마스도티르(Halla Tómasdóttir, 1968년 10월 11일 ~ )는 아이슬란드의 대통령이자 사업가이자 연설가이다. 1998년 레이캬비크 대학교 창립팀의 전 멤버였다. 하들라는 또한 투자 회사인 외뒤르 캐피털(Auður Capital)을 공동 창립했다. 또한 인류와 기후에 초점을 맞춘 비즈니스 관행을 장려하기 위해 노력하는 기업 및 시민 사회 지도자들로 구성된 글로벌 비영리 그룹인 더 B 팀(The B Team)의 최고 경영자이기도 하다. 하들라는 이전에 2016년 3월 17일에 아이슬란드 대통령 후보를 발표했다. 당시에는 27.9%의 득표율을 얻어 낙선하였다.
2024년 6월 1일, 하들라는 아이슬란드 대통령 선거에서 카트린 야콥스도티르(Katrín Jakobsdóttir) 전 총리를 약 10%p 차이로 누르고 승리했다. 그녀의 캠페인은 소셜 미디어가 청소년의 정신 건강에 미치는 영향, 관광 개발, 인공 지능의 역할과 같은 문제에 중점을 두었다. 하들라는 8월 1일 취임하였다.